# Crociata prussiana
Con crociata prussiana si indica una serie di campagne effettuate nel XIII secolo dai crociati cattolici, guidati principalmente dai Cavalieri teutonici, per cristianizzare coattivamente i prussiani nativi, di fede pagana. Invitati dopo precedenti spedizioni infruttuose contro i prussiani (o pruzzi) da parte di re cristiani polacchi, l'ordine religioso cavalleresco avviò delle campagne contro i prussiani, i lituani e i samogiti nel 1230.
Alla fine del secolo, dopo aver represso diverse rivolte degli autoctoni, i cavalieri stabilirono la propria supremazia sulla Prussia e amministrarono la regione facendola confluire nello Stato monastico, ponendo fine alla lingua prussiana, alla cultura e alla religione precristiana con una combinazione di forza fisica e ideologica. Alcuni prussiani si rifugiarono nella vicina Lituania.

## Prime missioni e conflitti
Wulfstan di Hedeby, un delegato di Alfredo il Grande, descrisse i marinai e i mandriani prussiani come membri di un gruppo unitario forte e indipendente. Miecislao I di Polonia cercò di estendere il suo regno dalla terra che aveva appena conquistato intorno alla foce dell'Oder fino alla Prussia. Boleslao il Coraggioso, figlio di Mieszko I, ampliò notevolmente i suoi possedimenti e adoperò Adalberto di Praga per il suo piano di sottomissione dei prussiani nel 997, ma il missionario fu ucciso dagli indigeni. Dopo alcuni successi iniziali tra i prussiani, anche il successore di Adalberto, Bruno di Querfurt, fu ucciso nel 1008. Boleslao I continuò le sue conquiste delle terre circostanti e nel 1015 devastò svariate aree della Prussia.
I polacchi condussero guerre con i prussiani, i sudoviani e i venedi nei due secoli seguenti. Mentre i primi cercavano di assoggettare i nemici occupando i loro insediamenti allo scopo di convertirli al cristianesimo, i nativi si prodigarono per eseguire incursioni volte ad ottenere bottino e catturare schiavi nelle regioni adiacenti, ovvero la terra di Chełmno e la Masovia. Molti prussiani accettarono di ricevere il battesimo sotto costrizione con l'idea di riabbracciare i riti pagani quando sarebbero cessate le ostilità. Enrico di Sandomierz morì combattendo i prussiani nel 1166. Boleslao IV e Casimiro II condussero ciascuno grandi eserciti in Prussia; mentre le forze di Boleslao ne uscirono sconfitte, Casimiro impose un pace che durò sino alla sua morte, avvenuta nel 1194. Re Valdemaro II di Danimarca guidò le spedizioni danesi contro la Sambia: la regione cadde poi in mano a Enrico I, conte di Schwerin, nel 1223.
Nel 1206, il vescovo cistercense Cristiano di Oliwa, con l'appoggio del re di Danimarca e dei duchi polacchi, fu inviato nelle zone che erano state campo di battaglia negli ultimi anni e constatò che la colonizzazione degli autoctoni procedeva in uno stato migliore del previsto nella terra di Chełmno. Sentendosi fiducioso, viaggiò a Roma per prepararsi a una missione più ampia. Quando tornò a Chełmno nel 1215, tuttavia, Cristiano dovette fronteggiare l'atteggiamento ostile dei prussiani dopo le recenti azioni militari compiute dai cavalieri portaspada in Livonia e dovuto alla paura dell'espansione cristiana polacca. I pruzzi invasero la terra di Chełmno e la Pomerelia, causando grave devastazione.
A causa della crescente intensità degli attacchi da parte di entrambe le fazioni, Papa Onorio III emise una bolla papale a Cristiano nel marzo 1217, consentendogli di iniziare a diffondere la notizia di una crociata contro i nativi. L'anno seguente, questi ultimi riattaccarono la terra di Chełmno e la Masovia, saccheggiando per vendetta trecento cattedrali e chiese. Il duca Corrado di Masovia riuscì a far partire i prussiani pagando un enorme tributo, che tuttavia funse solo da incoraggiamento per ulteriori scorrerie.

## Crociata del 1222-1223

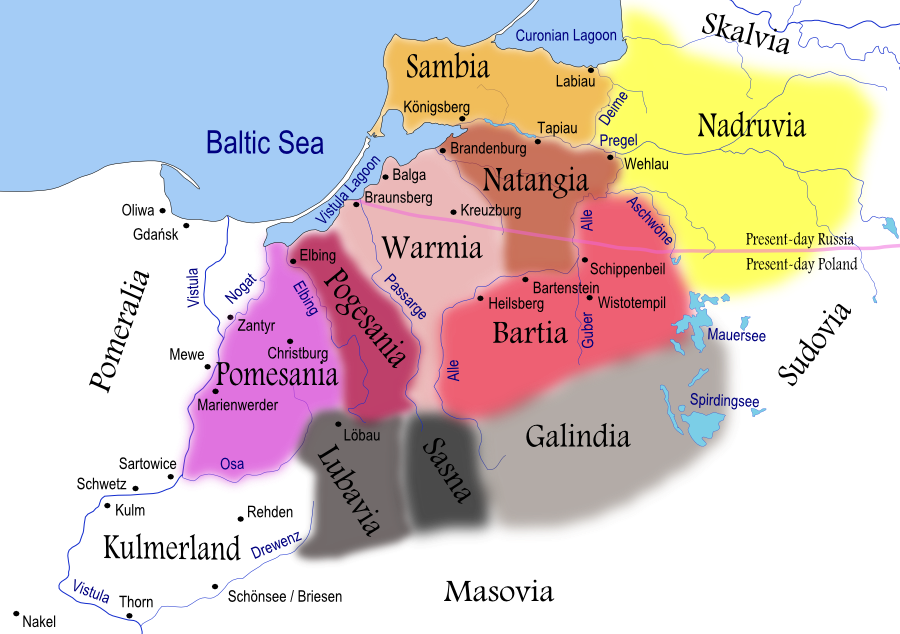
Mappa delle varie tribù prussiane nel XIII secolo

Onorio III chiese che la crociata avvenisse sotto la guida di Cristiano d'Oliva e scelse come legato pontificio l'arcivescovo di Gniezno, Vincenzo I Niałek. I crociati tedeschi e polacchi cominciarono a radunarsi in Masovia nel 1219, ma una seria pianificazione iniziò solo nel 1222, quando giunsero nobili quali il duca Enrico di Slesia, l'arcivescovo Laurenzio di Breslavia e Laurenzio di Lebus.
Nel frattempo, numerosi membri dell'aristocrazia polacca concessero al vescovato di Prussia di Cristiano proprietà e castelli nei pressi di Chełmno. Essi concordavano sul fatto che l'obiettivo principale era quello di ricostruire le fortezze utili per la colonizzazione in Culmerland, in particolare la stessa Chełmno, il cui castello fu quasi completamente ricostruito. Nel 1223, tuttavia, la maggior parte dei crociati abbandonarono la regione e permisero ai prussiani di eseguire nuove scorrerie, costringendo il duca Corrado a scappare nel castello di Płock. I sarmati (come erano allora noti) riuscirono persino a raggiungere Danzica, insediamento situato sul Mar Baltico.
Nel 1225 o nel 1228, quattordici cavalieri della Germania settentrionale furono reclutati da Corrado e Cristiano per formare un ordine militare. Fu per la prima volta concessa la tenuta di Cedlitz in Cuiavia fino al completamento di un castello a Dobrzyń: i cavalieri sarebbero poi divenuti noti proprio come Ordine di Dobrzyń (o Dobrin). Essi, in principio, ebbero successo nel respingere i prussiani dalla terra di Chełmno: seguì un forte contrattacco, il quale spazzò via la gran parte dei membri dell'Ordine e Corrado. Ai sopravvissuti fu concesso l'asilo in Pomerania dal duca Swantopelk II. Anche l'Ordine di Calatrava, il quale usufruiva di una base vicino a Danzica, fu incapace di eseguire attacchi efficaci.

## Appello ai Cavalieri teutonici

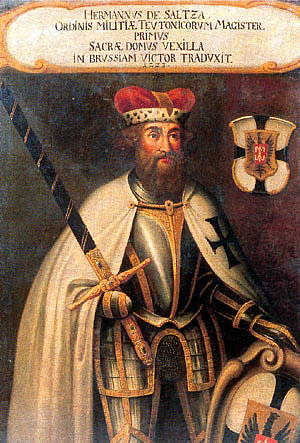
Hermann von Salza, gran maestro dei cavalieri teutonici

Mentre era a Roma, Cristiano di Oliwa aveva incontrato e conosciuto Hermann von Salza, l'Hochmeister dei Cavalieri teutonici dal 1209 al 1239. Con il permesso del duca Corrado di Masovia e della nobiltà masoviana, Cristiano chiese aiuto all'ordine per combattere i pruzzi nel 1226. La stabilità con i prussiani avrebbe poi permesso a Corrado di raggiungere il suo obiettivo personale, ovvero il ruolo di alto duca di Polonia. Nonostante Hermann fosse interessato all'offerta polacca, doveva già aiutare l'imperatore Federico II nella quinta crociata. Poiché l'ordine teutonico era stato recentemente espulso dal Burzenland nel Regno d'Ungheria, Hermann desiderava anche una maggiore autonomia per le sue forze nei futuri sforzi.
Nell'incontro avvenuto con Federico II a Rimini, il gran maestro convinse il suo interlocutore che la sottomissione dei pruzzi avrebbe reso più agevole la difesa dei confini del Sacro Romano Impero contro gli invasori, presumibilmente riferendosi alla resistenza operata dai pagani «idolatri». Il Sacro Romano Imperatore approvò l'emissione della Bolla d'oro di Rimini e concesse ai teutonici di acquisire per sé la terra di Chełmno, o Culmerland, e ogni futuro luogo soggetto a conquista. La missione di convertire i prussiani rimase sotto il comando del vescovo Cristiano di Oliva.
Prima di iniziare la campagna contro i prussiani, i cavalieri teutonici firmarono forse il trattato di Kruszwica con i polacchi il 16 giugno 1230, un atto che riprendeva i contenuti della bolla di Rimini. L'accordo è contestato dagli storici; il documento è andato perduto e molti studiosi polacchi hanno dubitato della sua autenticità e delle rivendicazioni territoriali dell'ordine teutonico. Tuttavia, recenti studi di storici biancorossi hanno stabilito la legittimità del trattato. Dal punto di vista del duca Corrado, Chełmno avrebbe dovuto essere usata solo come base temporanea contro i prussiani e le future conquiste dovevano essere prima autorizzate dal duca di Masovia. Hermann von Salza interpretò il documento come una garanzia dell'autonomia dell'ordine per tutte le nuove acquisizioni territoriali, il quale ne avrebbe risposto solo alla Santa Sede e al Sacro Romano Impero. La bolla d'oro di Rieti emessa da papa Gregorio IX nel 1234 ribadì i concetti espressi: l'ordine avrebbe potuto trattenere le terre conquistate, considerando che esse erano sottoposte alla sola autorità della Santa Sede.
Il cronista del XIV secolo Pietro di Duisburg menzionava undici distretti della Prussia: la Bartia, la Culmerland (precedentemente in mano ai polacchi), la Galindia, la Nadruvia, la Natangia, la Pogesania, la Pomesania, la Sambia, la Scalovia, la Sudovia e la Varmia. Pietro stimava che mentre la maggior parte delle tribù poteva radunare circa 2 000 cavalieri, la Sambia poteva radunarne il doppio e 40 000 di fanteria, mentre la Sudovia contava 6 000 cavalieri e «un numero quasi incalcolabile di altri guerrieri». Al contrario, i pruzzi della devastata Culmerland potevano riunire meno truppe rispetto alle altre tribù. La Galindia, una terra piena di foreste, laghi e corsi d'acqua, non era molto abitata. Le stime moderne indicano la popolazione prussiana si aggirasse intorno ai 170 000, ovvero un numero inferiore rispetto a quello proposto da Pietro di Duisburg.

## Prime campagne teutoniche
Dopo aver ricevuto (o falsificato) l'autorizzazione ad inserirsi in Culmerland nel 1230, Hermann spedì Corrado di Landsberg come suo inviato con una piccola forza di sette cavalieri teutonici e 70-100 scudieri e sergenti in Masovia in avanscoperta. Questi presero possesso di Vogelsang (espressione in lingua tedesca la quale sta per "canto degli uccelli"), un castello costruito da Corrado di fronte alla futura Thorn (Toruń); altre fonti indicano che due cavalieri costruirono Vogelsang nel 1229, ma furono poi presto uccisi dai prussiani. Questa regione, sita a sud della Vistola, poteva ritenersi relativamente sicura: la popolazione era un misto tra cristiani e pagani, e Corrado di Landsberg ordinò di effettuare una piccola incursione attraversando la Vistola. I rinforzi guidati da Hermann Balk ammontavano a venti cavalieri e 200 sergenti, giunti a Vogelsang nel 1230, dopo il completamento della struttura difensiva. Hermann von Salza non poteva inviare più unità, essendo le due basi operative principali dell'ordine localizzate nello Stato crociato e in Armenia.
Mentre le prime spedizioni polacche di solito avevano marciato in terre prussiane disabitate verso est, l'ordine si concentrò a ovest per erigere fortificazioni lungo il fiume Vistola. Tutte le volte che giunsero rinforzi, veniva effettuata una campagna annualmente. Le prime campagne vedevano la presenza di crociati polacchi, tedeschi e pomerani, nonché i pruzzi che accettarono la conversione. I duchi polacchi e pomereliani si dimostrarono essenziali nel loro compito di fornire truppe e teste di ponte. La maggior parte dei crociati tedeschi avrebbe fatto ritorno in patria al termine delle campagne, lasciando ai monaci il compito di consolidare i guadagni e presidiare i forti di nuova costruzione, molte delle quali erano di piccola dimensione e fatte in legno. Ad alcuni cavalieri polacchi di lunga data furono concessi territori vacanti, specialmente in Culmerland: il grosso delle regioni conquistate era comunque sottoposto all'autorità diretta dell'ordine teutonico. I coloni del Sacro Romano Impero iniziarono ad emigare verso est nel corso dei vari decenni del XIII secolo: ciò rese possibile la fondazione di un nuovo insediamento ogni anno, molti dei quali godevano della legge di Kulm, promulgata nel 1233.
I crociati iniziarono le prime campagne contro i vicini pomesani e il loro capo Pepin. Avanzando da Nessau (Nieszawa) con l'ausilio di Corrado di Masovia, Balk assunse il controllo delle rovine della moderna Toruń e avanzò verso Rogów, nei pressi di Stepnica, occupata dai pagani. Un capitano prussiano locale tradì i suoi compagni e permise ai crociati di espugnare la costruzione difensiva situata a Quercz o Gurske. Il capitano disertore ingannò inoltre Pepin, permettendo all'ordine di farlo prigioniero e di cessare la resistenza prussiana in Culmerland. Nel 1232, i Cavalieri avevano realizzato o ricostruito fortezze a Culm (Chełmno) e Thorn. Papa Gregorio IX invocò nuovi rinforzi: 5 000 tra quelli che si recarono in Prussia erano veterani sotto la guida del Burgravio di Magdeburgo.
Nell'estate del 1233, i cavalieri guidarono un esercito crociato di 10 000 uomini e fondarono una fortezza a Marienwerder (Kwidzyn) in Pomesania. I duchi di Pomerelia Swantopelk e Sambor II allestirono una più piccola armata al fine di invadere la Pogesania durante l'inverno del 1233-1234. Dopo uno degli scontri, i pogesani furono spinti verso il fiume Sigurne ghiacciato dall'arrivo della cavalleria ducale, e il campo di battaglia divenne successivamente noto come "Campo dei morti". La costruzione di una fortezza a Rehden (Radzyń Chełmiński) stabilizzò la terra di Chełmno orientale nel 1234.
Il vescovo di Prussia, Cristiano di Oliva, rivendicò due terzi del territorio conquistato, mentre ne concedeva un terzo all'ordine teutonico. Il legato pontificio Guglielmo di Modena fece da mediatore tra le due parti e garantì ai cavalieri i due terzi, riservando diritti speciali al vescovo. I cavalieri teutonici tentarono inoltre di accorpare il piccolo ordine di Dobrzyń. Corrado di Masovia, furioso per questa proposta, chiese allora che la regione di Dobrzyń gli venisse restituita e incontrò il rifiuto da parte dei cavalieri; per questa ragione, Corrado si rifiutò di aiutare ulteriormente i crociati. Con l'approvazione del papa e del vescovo di Płock, i cavalieri teutonici assimilarono l'ordine di Dobrzyń quando fu emanata una bolla il 19 aprile 1235; Corrado di Masovia, sconsolato, chiese però loro di restituire il castello di Dobrzyń. Nel 1237 i cavalieri teutonici assorbirono pure i cavalieri portaspada, dopo che questi furono quasi sonoramente sconfitti dai lituani nella battaglia di Saule. Essi divennero noti come ordine di Livonia e agirono principalmente in Livonia e nella regione baltica.
Con il supporto di Enrico III di Meißen, nel 1236, i crociati avanzarono verso nord lungo entrambe le sponde della Vistola e costrinsero alla resa la maggior parte dei pomesani. Sebbene Enrico non avesse partecipato alla campagna del 1237 contro i pogesani, il margravio fornì all'ordine due grandi imbarcazioni fluviali che sconfissero quelle di dimensione minore utilizzate dalle tribù prussiane. Vicino all'insediamento prussiano di Truso, fu fondata Elbing (Elbląg) da coloni di Lubecca, mentre Cristburgo (Dzierzgoń) prese forma perché la sua presenza era necessaria per proteggere la terra ad est di Marienwerder.
Dal 1238 al 1240, i cavalieri teutonici si mossero contro i barthi, i natangi e i varmiani. Poiché un contingente di dimensione abbastanza ridotta non sopravvisse nell'assedio del castello di Honeida, il maresciallo Dietrich von Berheim vi tornò con un esercito più grande. Quando il comandante dei varmiani Kodrune consigliò alla sua gente di consegnarsi e convertirsi, la guarnigione a difesa della costruzione preferì suicidarsi: questo consentì a Dietrich di insediarsi a Honeida senza subire ulteriori perdite. Il castello sulla laguna della Vistola fu ribattezzato Balga e ricostruito nel 1239 per proteggere il territorio dell'ordine in Ermeland. I pruzzi non riuscirono a riprendere il castello e il loro comandante Piopso cadde negli scontri. I nuovi rinforzi guidati da Ottone I, duca di Brunswick-Lüneburg consolidarono il controllo tedesco sulla Natangia e sulla Bartia.
In una bolla del 1º ottobre 1243, papa Innocenzo IV e Guglielmo di Modena divisero la Prussia nelle diocesi di Culm, Pomesania, Varmia e Sambia, sebbene quest'ultimo territorio non fosse stato ancora conquistato.

## Prima rivolta prussiana

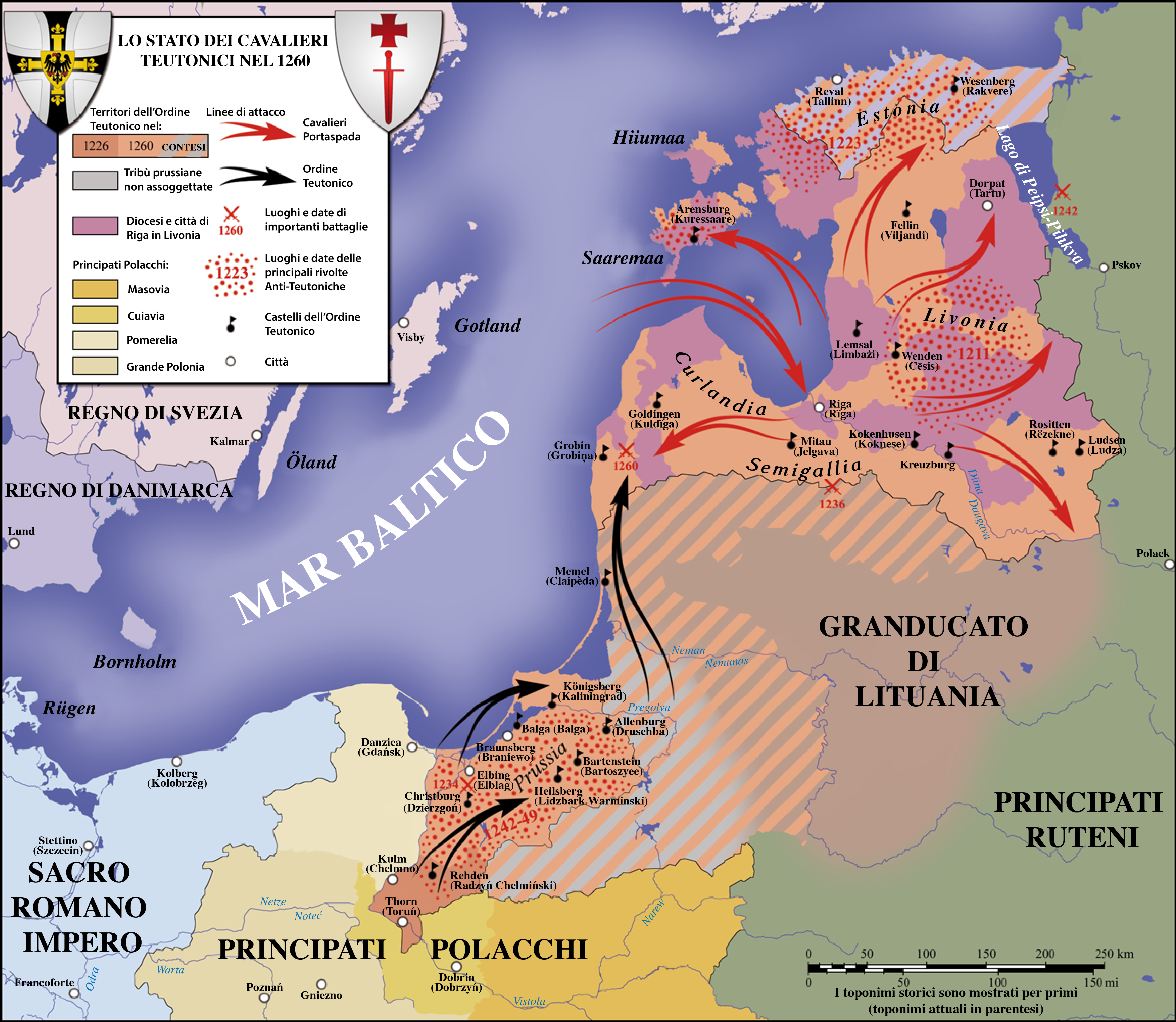
Stato teutonico nel 1260 circa

L'ulteriore avanzamento dei cavalieri teutonici in Prussia fu rallentato dallo scoppio della prima rivolta prussiana nel 1242. Allarmato dalla rapida espansione dei crociati nel territorio al confine delle sue terre, il duca cristiano Swantopelk di Pomerelia si alleò con i prussiani conquistati e fomentò una ribellione armata contro i crociati. La capacità di resistenza dell'ordine teutonico risultò indebolita poiché meno crociati tedeschi giungevano da ovest e i principi polacchi erano impegnati in diatribe intestine.
La cavalleria dei crociati e la superiorità fornita dalle balestre si dimostrarono schiaccianti in campo aperto: visti gli insuccessi iniziali, i prussiani spostarono i combattimenti nelle foreste. Mentre le truppe prussiane e della Pomerelia espugnarono il grosso dei castelli dell'ordine e lo sconfissero presso Rensen nel 1244, ma non riuscirono a sferrare il colpo decisivo. I tedeschi usarono la loro politica e diplomazia per dividere Swantopelk dai prussiani. I polacchi aspiravano ai territori posseduti dal principe lungo la Vistola, mentre il legato pontificio, il futuro papa Urbano IV, preferiva i cristiani si coalizzassero contro i pagani anziché litigare l'uno contro l'altro. Swantopelk cessò di aiutare i prussiani nel 1248, mentre la maggior parte di questi ultimi aderì alla pace di Cristburgo nel febbraio 1249. Il trattato garantiva libertà civili e una notevole autonomia a chi si convertiva. Sebbene la maggior parte degli autoctoni accettò, vari combattimenti proseguirono fino al 1253: una delle battaglie principali è quella in cui i natangi sconfissero l'ordine a Krücken nel novembre 1249.

## Sambia
Dopo che i prussiani occidentali furono colonizzati con la forza dagli inizi del 1250, i cavalieri teutonici continuarono la loro avanzata verso nord e est, giungendo nella densamente popolata penisola di Samland (Sambia). Il komtur Heinrich Stango di Cristburgo guidò un esercito attraverso la laguna della Vistola nel 1252, con l'intenzione di attaccare Romuve. I sambiani sconfissero i crociati in battaglia, uccidendo anche Stango. Per sostituire i soldati caduti, il papa e Poppo von Osterna, il nuovo gran maestro, iniziarono a bandire la crociata contro i sambiani. Nel 1253 Poppo e il maestro provinciale, Dietrich von Grüningen, assieme al margravio di Meißen, piegarono i galindi resistenti spargendo molto sangue; l'ordine era preoccupato che i prussiani avrebbero cercato di unirsi alla Polonia se fossero stati pressati troppo. Con la decimazione delle tribù resistenti, papa Innocenzo IV ordinò ai frati domenicani di continuare a parlare pubblicamente della crociata e l'ordine inviò ambasciate ai re di Ungheria, Boemia e ai principi del Sacro Romano Impero. Mentre l'ordine attendeva che i crociati si recassero in Prussia, i cavalieri di Livonia "fondarono" Memel (Klaipėda) lungo la laguna dei Curi per impedire ai samogiti di assistere i sambiani. Come attestano le cronache, la "fondazione" è avvenuta radendo al suolo una città degli autoctoni già esistente e sterminando l'intera popolazione che sembra aver vissuto lì, come attestato da reperti archeologici rintracciati in zona, per diversi millenni.
Prese forma un esercito crociato composta da 60 000 unità: esso includeva boemi e austriaci sotto il comando del re Ottocaro II di Boemia, i moravi sotto il vescovo Bruno di Olmütz, i sassoni sotto il margravio Ottone III di Brandeburgo e un contingente portato da Rodolfo I d'Asburgo. Gli abitanti della Sambia furono surclassati nella battaglia di Rudau e la guarnigione del forte si arrese rapidamente e accettò il battesimo. I crociati avanzarono quindi contro Quedenau, Waldau, Caimen e Tapiau (Gvardeysk); i sambiani che si convertirono furono risparmiati, ma quelli che si opposero furono tutti eliminati. La Sambia fu conquistata nel gennaio 1255, senza che fosse trascorso più di un mese. Vicino all'insediamento nativo di Tvangste, i cavalieri teutonici fondarono Königsberg ("Montagna del Re"), chiamata in tal modo in onore del re di Boemia. Pure Braunsberg (Braniewo), forse denominata così in onore di Bruno di Olmütz o Bruno di Querfurt, nacque nelle vicinanze, probabilmente al posto di una città già esistente. I cavalieri costruirono il castello Wehlau (Znamensk) alla confluenza dei fiumi Alle e Pregel per difendersi e poter continuare la colonizzazione dei nativi ancora non attaccati ad est. Thirsko, un capo cristiano sambiano, e suo figlio Maidelo furono incaricati di presidiare Wehlau. A quel punto, con l'assistenza dei sambiani, l'ordine teutonico riuscì a farsi strada ulteriormente verso la Natangia, espugnando le fortezze di Capostete e Ocktolite vicino a Wohnsdorf. Il capo dei natangi Godecko e i suoi due figli furono uccisi nello sforzo di fermare l'avanzata.

## Grande rivolta prussiana (1260-1274)
L'ordine di Livonia stava nel frattempo invadendo e tentando di colonizzare la Samogizia, regione a nord-est delle aree abitate dai prussiani. I samogiti stipularono una tregua biennale con l'ordine nel 1259. Nel 1259 i samogiti decisero di mantenere l'indipendenza e di rifiutare la conversione. Sconfissero i cavalieri di Livonia nella battaglia di Skuodas (1259), e poi si imposero di nuovo in maniera schiacciante sui crociati nella battaglia di Durbe (1260). La vittoria dei nativi spinse i prussiani a ribellarsi di nuovo, dando inizio alla cosiddetta grande rivolta prussiana nello stesso anno. Nelle menti delle popolazioni locali, le sconfitte dei crociati non potevano che significare la validità delle credenze baltiche.
Nonostante i guadagni territoriali ottenuti in Prussia, il più dei guerrieri teutonici era ancora in Terra santa e pochi rinforzi potevano essere allontanati dal luogo che si intendeva cristianizzare da lì, ovvero la Sarmazia europea. I principi tedeschi del Sacro Romano Impero furono distratti dalla successione imperiale e pochi crociati venivano in aiuto dei "Fratelli" nei mesi estivi; i primi rinforzi giunti furono tra l'altro battuti a Pokarwis nel 1261. L'ordine fece distruggere la maggior parte dei castelli prussiani in suo possesso all'inizio del 1260. Oltre che in Prussia, i nativi attaccarono anche in Livonia, Polonia e Volinia.
I crociati iniziarono a reprimere la resistenza con l'assistenza di Alberto I di Brunswick-Lüneburg e Enrico III, Langravio di Turingia, nel 1265. Nell'anno seguente i rinforzi crociati tedeschi furono forniti da Ottone III di Brandeburgo e Giovanni I di Brandeburgo, e il castello di Brandeburgo (oggi Ušakovo, nell'oblast' di Kaliningrad) venne eretto in loro onore. Il re Ottocaro II di Boemia ritornò brevemente in Prussia nel 1267-1268, ma fu sfortunato a causa del maltempo, mentre anche Dietrich II di Meißen condusse una campagna con l'ordine nel 1272. I crociati uccisero o forzarono gradualmente la resa di ogni comandante delle tribù prussiane, commettendo stermini di massa delle popolazioni autoctone qualora si fossero rifiutate di convertirsi al cristianesimo.
A seguito della rivolta, molti nativi prussiani persero alcuni dei diritti che avevano ricevuto dal trattato di Cristburgo e furono successivamente ridotti in schiavitù. Gruppi consistenti di persone fuggirono nel Granducato di Lituania o in Sudovia, mentre altri furono forzatamente reinsediati dai crociati. I capi delle tribù che rimasero in Prussia divennero vassalli dei cavalieri teutonici e dovettero ricostruire i castelli abbattuti in pietra o mattoni per fornire una maggiore protezione.

## Campagne successive
Sebbene la capacità offensiva dei cavalieri teutonici fosse stata fiaccata dalla grande rivolta, non si fermarono i piani di avanzata verso est. I barthi, i natangi e i varmiani si convertirono al cristianesimo, ma i sudoviani e i lituani a est rimasero pagani e continuarono la lotta con i tedeschi. Guidati da Skalmantas durante l'insurrezione, i sudoviani saccheggiarono Bartenstein (Bartoszyce) in Bartia, che doveva essere il centro di riferimento per i loro confini. Indifesi contro i sudoviani, i natangi e i barthi, si allearono con i cavalieri teutonici per proteggersi, sebbene inizialmente erano in grado di fornire poca assistenza. I natangi cristiani si radunarono nel 1274 e uccisero 2 000 incursori della Sudovia. Il gran maestro Anno von Sangershausen reclutò turingi e messeni per recuperare la Natangia.
Il successore di Anno, Hartmann von Heldrungen, diresse gli attacchi verso est da Königsberg lungo il fiume Pregel per separare i sudoviani dai nadruviani. Il vogt Teodorico di Sambia e la sua milizia saccheggiarono due fortezze fluviali e saccheggiarono una grande quantità di tesori e merci. Teodorico guidò un'altra forza crociata formata da cavalieri teutonici, 150 sergenti e fanteria prussiana, contro un'altra roccaforte dei nadruvi. Sebbene i nativi tentarono di arrendersi dopo che furono poste le scale d'assedio, la maggioranza dei guerrieri fu massacrata dai crociati: i pochi nativi sopravvissuti vennero reinsediati. Conrad von Thierberg, seguendo gli ordini del gran maestro, guidò quindi le truppe dell'ordine oltre i forti distrutti per assaltare la principale città ancora in mano ai nadruvi, di nome Kaminiswike: essa era presidiata da 200 guerrieri. Gran parte dei difensori fu uccisa dopo che i cavalieri circondarono la fortezza: i sopravvissuti giurarono fedeltà ai crociati.
I cavalieri teutonici sfruttarono la Nadruvia e Memel come punti di appoggio contro la Scalovia, la quale si estendeva presso le sorgenti del Nemunas. La Scalovia avrebbe dovuto fungere dunque da chiave di volta per raggiungere e piegare la Samogizia, una regione a cavallo tra la Prussia teutonica e la Livonia teutonica. Date le circostanze, i lituani fornirono assistenza agli skalviani pagani: per impedire che si coalizzassero, i tedeschi intercettarono le truppe e studiarono un piano di attacco. Poiché gli avversari erano più a loro agio in campo aperto, i cavalieri teutonici scelsero di navigare il fiume Memel verso la possente roccaforte pagana Ragnit. Teodorico di Sambia guidò 1 000 uomini nell'assalto. Il fuoco dell'artiglieria scacciò i difensori dai bastioni, consentendo ai crociati di assaltare le pareti con delle scale e farsi strada all'interno dell'insediamento. Teodorico catturò anche Romige, un luogo situato sull'altra sponda del fiume Nemunas. Gli skalviani si vendicarono saccheggiando Labiau, vicino a Königsberg. Conrad von Thierberg rese ancora più brutale il conflitto nel momento in cui decise di penetrare in Scalovia. Il cronista del XIV secolo Nikolaus von Jeroschin racconta che i crociati uccisero e catturarono numerosi pagani. Quando i guerrieri skalviani andarono alla ricerca dei compagni catturati, Conrad mandò in frantumi le speranze dei soccorritori sorprendendoli in un'imboscata in cui morì anche il loro comandante, Steinegele. La maggior parte dei nobili locali si arrese rapidamente ai cavalieri in seguito alla battaglia.
I cavalieri teutonici progettarono di avanzare subito in Samogizia dopo aver conquistato Scalovia, ma lo scoppio di una nuova ribellione scatenata da Skalmantas, capo dei sudoviani, ritardò i preparativi. Nel 1276-1277 i sudoviani e i lituani irruppero in Culmerland e bruciarono gli insediamenti situati vicino ai castelli di Rehden, Marienwerder, Zantir e Cristburgo. Teodorico di Sambia riuscì a convincere i sambiani a non ribellarsi, così come fecero i natangi e i varmiani. Conrad von Thierberg condusse 1 500 uomini verso Kimenau nell'estate del 1277 e sbaragliò 3 000 sudoviani vicino alla foresta di Winse. Molti pogesani fuggirono in Lituania e furono reinsediati a Gardinas, mentre quelli che rimasero in Prussia furono trasferiti dai crociati, probabilmente vicino a Marienburg (Malbork). Questo nuovo castello in mattoni, costruito per sostituire Zantir, permetteva di rifugiarsi in caso di nuove incursioni: lo stesso esempio fu seguito presso Elbing e Cristburgo. Le tribù della Prussia centrale si arresero ai crociati entro il 1277.
I crociati e i sudoviani portarono avanti combattimenti sporadici e i secondi si rivelarono particolarmente abili. Tuttavia, non disponendo del numero di uomini necessario per affrontare i loro avversari tedeschi, polacchi e voliniani, la nobiltà sudoviana iniziò gradualmente ad arrendersi. Il maresciallo Conrad von Thierberg il Giovane (mentre l'altro veniva chiamato il Vecchio) fece irruzione in Pokima, catturando grandi quantità di bestiame, cavalli e prigionieri. Tese poi con successo una trappola ad un contendente formato da 3 000 combattenti sudoviani, perdendo solo sei cristiani nella schermaglia. Nel 1280 i sudoviani e i lituani invasero la Sambia, ma l'ordine, essendosi preparato, aveva fortificato i loro castelli e aveva messo da parte le scorte necessarie per resistere ad un assedio. Mentre i pagani erano in Sambia, il komtur Ulrich Bayer di Tapiau scagliò una devastante controffensiva in Sudovia. Il principe polacco Leszek il Nero riportò due importanti vittorie sui pagani, rendendo così sicuro il confine polacco: Skalmantas fuggì dalla Sudovia in Lituania.
Nell'estate del 1283, Conrad von Thierberg il Giovane fu nominato maestro provinciale della Prussia e condusse un grande esercito in Sudovia, incontrando poca resistenza. Il cavaliere Ludwig von Liebenzell, che una volta era stato fatto prigioniero dai sudoviani, negoziò la resa di 1 600 pagani e del loro comandante Katingerde: questi furono successivamente reinsediati in Sambia. La maggior parte dei sopravvissuti fu ridistribuita in Pogesania e Sambia; Skalmantas fu graziato e gli fu permesso di stabilirsi a Balga. La Sudovia subì un pesante spopolamento e divenne una regione fantasma a ridosso tra Prussia, Masovia, Lituania e Volinia. I pruzzi si ribellarono in insurrezioni di breve durata nel 1286 e 1295, ma i crociati riuscirono a controllare saldamente le tribù prussiane entro la fine del XIII secolo.
La popolazione prussiana preservò molte delle sue tradizioni e stili di vita, soprattutto dopo che il trattato di Cristburgo riconobbe più diritti per i convertiti. Le rivolte prussiane spinsero i crociati a riservare i privilegi esclusivamente all'aristocrazia e il ritmo del processo di conversione rallentò. Dopo che i prussiani furono sconfitti militarmente nella seconda metà del XIII secolo, essi furono gradualmente sottoposti alla cristianizzazione e all'assimilazione culturale durante i secoli successivi come parte dello Stato monastico dei cavalieri teutonici. Avvenute quasi in contemporanea la caduta di Acri, dello Stato crociato e la messa in sicurezza della Prussia, l'ordine si concentrò quindi esclusivamente sulla Pomerelia cristiana, la quale separava la Prussia dal Ducato di Pomerania e dalla Lituania pagana.